# 坝街河
坝街河，位于中国贵州省黔南布依族苗族自治州三都水族自治县中部，是柳江上游都柳江段右岸支流，发源于三都县水龙乡北，东南流至扬拱乡评报村转向东北流，至坝街乡汇入都柳江。河长49千米，落差397米，流域面积349平方千米。